# 国王演説

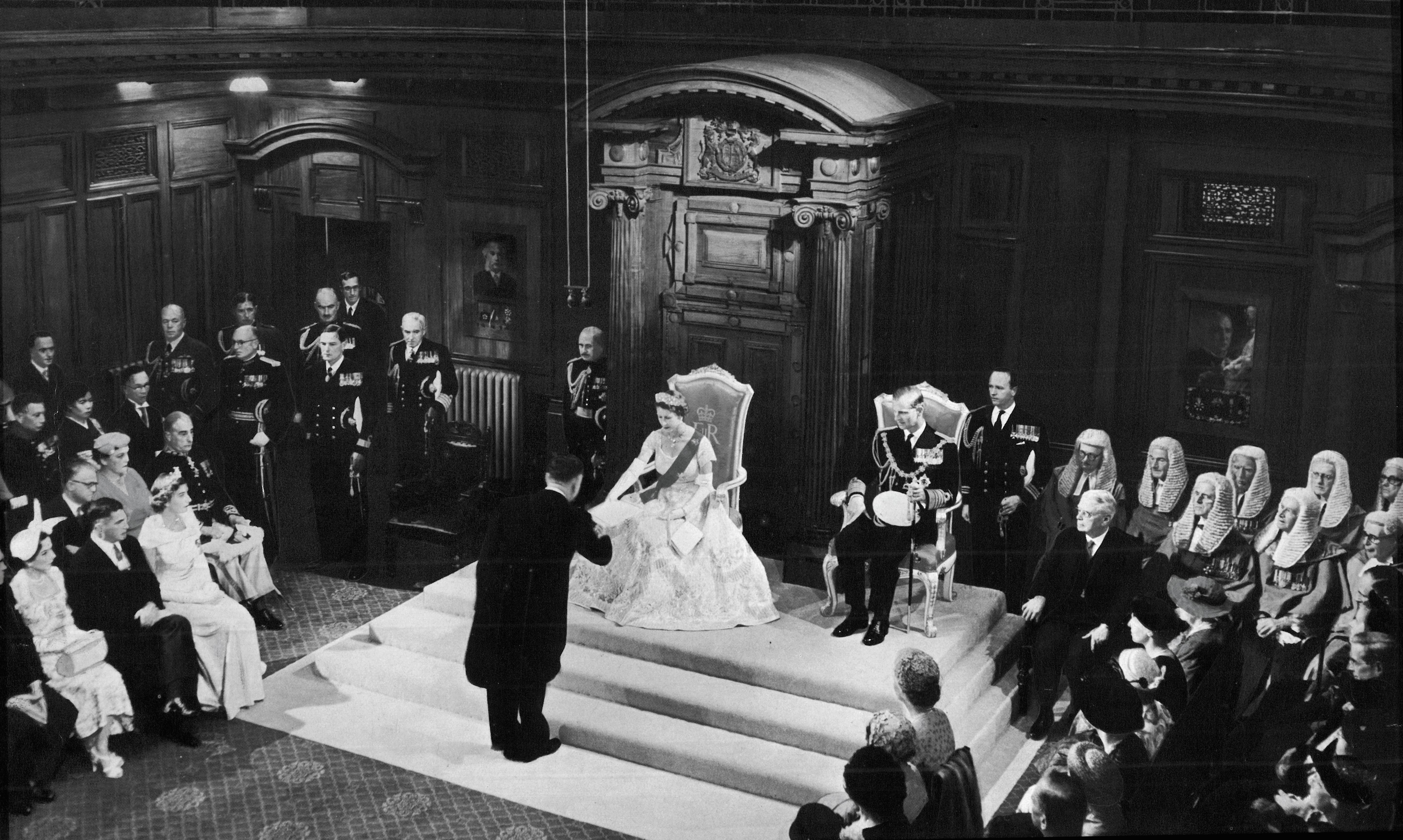
1954年1月、ニュージーランド議会開会に臨席し、同首相シドニー・ホラント卿から演説原稿を奉呈されるエリザベス2世

国王演説（こくおうえんぜつ）あるいは女王演説（じょおうえんぜつ）（英: Speech from the Throne, Throne Speech）は、議会制・立憲君主制政治の発展した近現代のヨーロッパの君主国において、君主（皇帝、国王〈女王〉）が議会の開会式で全議員を集め、今後の政府の方針を演説する儀式である。
この場合、朗読するのは君主であるが、その原稿は時の政府がその方針のもとに作成したもので、君主は演説内容に対する裁量権を持たない。演説後には、演説された「政府の施政方針」の内容について議会が審議し、採決する。現代では、華麗な儀式と共に行われるイギリスのものが著名。

## 英連邦

### イギリス本国

#### 概要
イギリスの君主は、議会における国王（または女王）として、庶民院（下院）および貴族院（上院）とともにイギリス議会を構成する主体である。国王が女王の時は『女王演説』と呼ばれる。
正式には「陛下の最も慈愛ある演説（へいかのもっともじあいあるえんぜつ）」（His〈またはHer〉 Majesty's Most Gracious Speech）。国王演説は議会開会式で、上院議場において上下両院の議員に対して行われる。

#### 国王の登庁
ローブを着用した上院議員が自席で起立する中で君主が入場し、君主が玉座に着席した後に君主の許しにより上院議員らが着席する。その後、下院議員を呼び出す黒杖官が使者として下院議場に向かうが、黒杖官が下院の扉の手前まで達すると一旦扉を閉ざし、黒杖官が扉を3度叩いて開けさせるという儀式が行われる。下院議場に入った黒杖官が呼び出しの旨を述べると、議員の一人が何らかの冗談を飛ばす習わしもある。
この後、与野党の下院議員が上院議場に向かう際には首相（与党第一党党首）と野党第一党である「国王陛下の野党」の党首が肩を並べて歩き、言葉も交わされる。議場に達した下院議員らは首相に至るまで終始起立状態となる。下院議員は議長を除き平服である。

#### 国王演説と議論
演説では「私の政府」という表現が用いられ、君主はつとめて感情のこもらない口調で発声し、議員もその場では演説内容への態度表明を行わない。演説が終わると、議場の者が起立する中で君主が退場し終了となる。
翌日からはその演説で示された政府の施政方針について、両院で賛成・反対の立場から討論が行われる。君主による演説であることをはばかり、名目上は実質的な法的効果を持たないダミー法案の審議という形となる。数日間の審議を経て採決が行われ、下院で可決されれば内閣は信任されたことと見なされる。
- 18世紀初頭画、貴族院に臨席したアン女王

#### 人質
かつて議会と君主が敵対していた歴史的経緯（イングランド内戦）から、君主が議会に赴く際には下院議員1名が君主の人質となりバッキンガム宮殿に滞在するという慣習がある。
現代では全く儀礼的な慣習であるが、この慣習によってベテランの議員1名は登院せず、宮殿で待機し、君主が帰城するまで宮殿に留まる。

### イギリス以外の英連邦王国
イギリスと君主を共有する国々（英連邦王国）でも国王演説は行われるが、通常は総督により代行される。君主がその国を訪問しているときのみ君主自身により行われる。
またカナダとオーストラリアでは、州議会でも副総督により行われる。エリザベス2世は、オーストラリアの州議会において自ら女王演説を行ったことがある。
- 1939年、カナダ議会に臨席したジョージ6世夫妻
- 1957年、カナダ議会に臨席したエリザベス2世女王夫妻
- 2011年、女王演説を代読するニュージランド総督ジェリー・マテパラエ

## 英連邦以外
オランダとノルウェーにも国王演説の制度が存在する。タイにも存在するが、同国の国王は実権がないとまでは言い切れず、やや事情が異なる。
- 1863年、アレクサンドル2世によるフィンランド国会（英語版）開会の演説
- 1888年6月25日、ヴィルヘルム2世によるドイツ帝国議会開会の演説
- 1900年撮影、ポルトガル議会に臨席したカルロス1世夫妻

## 信任議決を伴わない類似例
イギリスと同じ立憲君主制と議院内閣制の日本では内閣総理大臣による施政方針演説や所信表明演説がこれに類似の制度であるが、ひとたび天皇の口から発せられた言葉に対して異議を差し挟むことがはばかられがちであった日本では帝国議会以来、天皇は国会開会式で簡単な勅語（戦後はおことば）を発するのみで、施政方針は内閣総理大臣が演説するのが慣例である。また代表質問の対象ではあるが、議決の対象ではない。ルクセンブルクも同様に首相による国政報告とそれに対する討論が行われる。
アメリカ合衆国（一般教書演説）やロシア、フィリピン、南アフリカ共和国など共和制国家では、大統領による両院合同会議における演説が定例化されている。これらの国では大統領は議会に責任を負わないこともあり、議決はもとより質問や討論の対象でもない。